# Le Matin (Maroc)
Pour les articles homonymes, voir Le Matin.
Le Matin, anciennement Le Matin du Sahara et du Maghreb, est un quotidien marocain publié en français, présentant des actualités nationales et internationales ainsi que des informations pratiques. 
Édité par la société Maroc Soir, il est parfois considéré comme le journal officieux du Palais Royal.
Sur le volet papier, il édite aussi le quotidien Assahra Al Maghribia ainsi que plusieurs spéciaux thématiques et ouvrages dont Maroc RSE de la série Maroc Business Intelligence. Le groupe compte aussi un pôle industriel d'impression presse, dépliants livres scolaires et travaux numériques petit et grand format.
Le groupe le Matin se distingue aussi par un réseau unique de treize agences régionales qui couvrent l'ensemble du territoire national.

## Présentation

### Historique
Le journal est l'héritier du Petit marocain publié au temps du protectorat. 
Il est fondé en 1971 sur l’absorption du Petit Marocain par Moulay Ahmed Alaoui, porte parole officiel du Palais et cousin du roi Hassan II. Ce dernier créera également le journal arabophone As-Sahara Al-Maghribiya en 1989 et le journal espagnol La Mañana.
Le Matin a longtemps eu une structure actionnariale opaque. Pendant des dizaines d'années, le propriétaire aurait été Moulay Ahmed Alaoui avant de devenir le Saoudien Othman Al Oumeir, ancien rédacteur en chef de Asharq al-Awsat.
En décembre  2001, le milliardaire casablancais Othman Benjelloun est appelé à la rescousse.  
En deux ans, il injecte au sein de Maroc Soir 50  millions de dirhams, négocie le rééchelonnement des dettes de l'entreprise, apuré les comptes, et construit, en plein cœur de Casablanca, un immeuble moderne pour abriter les titres du groupe. 
En février 2004, Othman Benjelloun annonce son désengagement du titre. 
Fin mars 2004, la société Maroc Soir passe cette fois sous le contrôle de la société World Media, détenue par Othman Al Oumeir, pour la somme symbolique de 1 dirham.  

### Distribution
Le groupe le Matin se distingue par un réseau de treize agences régionales qui couvrent l'ensemble du territoire national, un dispositif unique au Maroc. En 2016, il est vendu à 200 000 exemplaires par jour, ce qui en fait le journal francophone le plus populaire du royaume. Toutefois, si on regarde les ventes hors abonnement, sa moyenne journalière de ventes était de 8 828 exemplaires en 2016. 
Le Matin est parfois considéré comme le journal non-officiel de L’État. C’est l’une des explications qui permet d’expliquer ce grand écart dans les ventes, les administrations y étant abonnées en grand nombre.